# Heraclea Síntica
Heraclea Síntica (en llatí Heracleia Síntica, en grec antic Ἡράκλεια Σιντική) era una ciutat grega de Tràcia incorporada al Regne de Macedònia, la principal ciutat del districte de Sintice, a la riba dreta del riu Estrímon. Estava lluny de Filipos, ciutat amb la qual estava connectada per una via romana. Va ser construïda per Filip II de Macedònia.
Segons Titus Livi, Demetri el jove, fill de Filip V de Macedònia, va ser assassinat en aquest lloc per Dides, un general de Filip.
El jaciment es troba prop de l'actual poble de Rupite, a la província de Blagoevgrad situada al sud-oest de Bulgària.